# 열전대

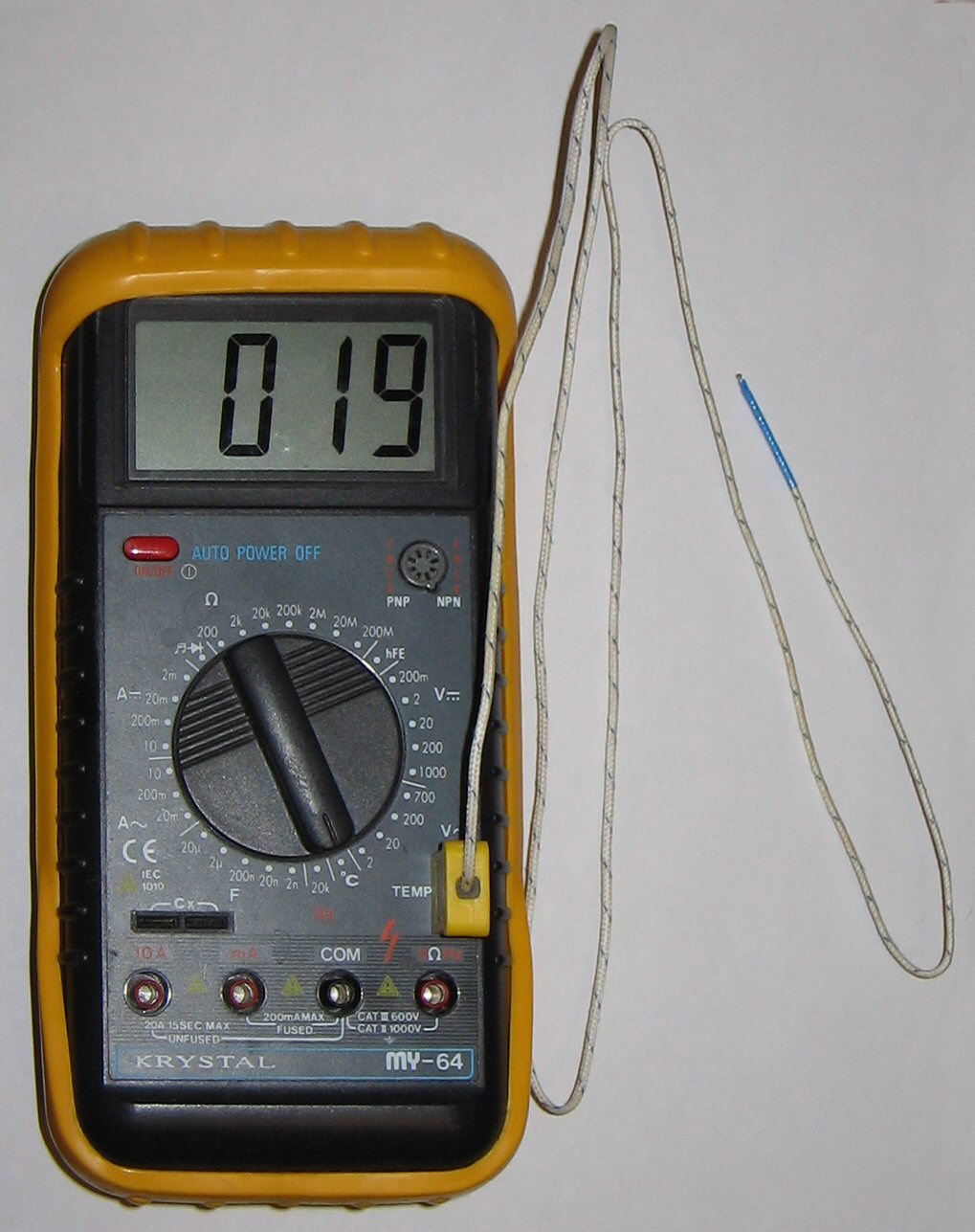

열전대(영어: Thermocouple)는 서로 다른 종류의 금속을 접속한 것으로 열전 효과를 일으키는 금속선이다. 열전기쌍 혹은 열전쌍이라고도 한단다.

## 개요
두 가지의 각각 다른 금속선을 접속했을 때 두 개의 접점 온도가 다르면 기전력(起電力)이 생겨서 회로(回路)에 전류가 흐른다. 이 기전력을 열기전력(熱起電力)이라 부르고, 이 열기전력을 이용하기 위해서 사용하는 두가지의 금속선을 열전대(熱電對)라고 한다.
열전대의 열기전력은 열전대를 구성하는 2종의 금속선의 종류와 두 접점의 온도에 의해서 달라지며, 금속선의 굵기·길이나 두 접점 이외의 온도에는 영향받지 않는다. 따라서 한쪽의 접점을 일정한 온도로 유지하면 열기전력은 다른 접점의 온도만으로 정해진다. 그러므로 그 온도와 열기전력과의 관계를 미리 알아둠으로써 온도를 측정할 수 있다.
온도 측정에 사용하는 열전대의 접점을 측온접점(測溫接點)이라고 하며, 다른 접점은 일정한 기준온도로 유지하기 때문에 기준접점(基準接點)이라고 한다. 일반적으로 측온접점의 온도가 기준접점의 온도보다 높으므로 기준접점을 가리켜 냉접점(冷接點)이라고도 한다.
실제의 온도 측정에서는 측정 회로에 열전대를 접속해서 전압계로써 열기전력을 측정하여 측온접점의 온도를 알아보는 것이다.
이 경우 S1, S2가 기준접점이 되며, 이 두 접점은 기준 온도로 유지되어야 한다. 흔히 사용되는 열전대(熱電帶)는 백금로듐(白金Rh)과 백금(PR열전대), 구리와 콘스탄탄(CC열전대) 등이다. 알맞는 열전대를 사용하면 －200∼1,400°C 범위의 온도 측정이 가능하므로 공업상의 온도 계측에 널리 쓰고 있다.

## 열전대 법칙

### 이중 금속의 법칙
이중 금속의 법칙(영어: Law of homogeneous metals)은 열전효과를 일으키려면 열전대를 구성하는 금속이 서로 다른 재질이어야 한다는 법칙이다.
동일 금속으로 이뤄져 있다면 열전 효과도 일어나지 않는다.

### 중간 금속의 법칙
중간 금속의 법칙(영어: Law of intermediate metals)은 열전대를 구성하는 두 금속의 한쪽 접점은 서로 접해있고, 반대편 접점은 제 3의 금속과 연결되어 있을 때, 두 접점이 같은 온도라면 기전력이 발생하지 않는다는 법칙이다. 제 3 금속의 법칙이라고도 한다.

## 같이 보기
- 온도계